# Мартынов, Валентин Петрович
Валентин Петрович Мартынов (род. 1938) — советский хоккеист, нападающий.

## Биография
Выступал за ленинградские команды ЛИИЖТ (1956/57), «Авангард» / «Кировец» (1956/57 — 1960/61), «Спартак» (1964/65), «Динамо» (1965/66 — 1966/67). В сезоне 1963/64 играл за «Динамо» Киев.
Пять сезонов (1956/57 — 1960/61) провёл в классе «А».